# Shari Eubank
Shari Eubank (* 12. Juni 1947 in Albuquerque, New Mexico) ist eine US-amerikanische Schauspielerin.
Sie spielte in ihrer Karriere in zwei Filmen, Supervixens – Eruption von Russ Meyer und Chesty Anderson, USN von Ed Forsyth, jeweils die Titelrolle. Trotz dieses Erfolgs blieben diese beiden Filmauftritte ihre einzigen.

## Filmografie
- 1975: Supervixens – Eruption
- 1976: Chesty Anderson, USN